# Chalileo (departement)
Chalileo is een departement in de Argentijnse provincie La Pampa. Het departement (Spaans: departamento) heeft een oppervlakte van 8.917 km² en telt 2.517 inwoners.

## Plaats in departement Chalileo
- Santa Isabel